# Gare de Montceau-les-Mines
La gare de Montceau-les-Mines est une gare ferroviaire, de la ligne du Coteau à Montchanin. Elle est située rue Rouget-de-Lisle sur le territoire de la commune de Montceau-les-Mines, dans le département de Saône-et-Loire, en région Bourgogne-Franche-Comté.
Mise en service en 1861 par la Compagnie des chemins de fer de Paris à Lyon et à la Méditerranée (PLM), c'est une gare voyageurs de la Société nationale des chemins de fer français (SNCF).

## Situation ferroviaire
Établie à 286 mètres d'altitude, la gare de Montceau-les-Mines est située au point kilométrique (PK) 94,921 de la ligne du Coteau à Montchanin entre les gares ouvertes de Galuzot et de Blanzy.

## Histoire
La gare de Montceau-les-Mines est mise en service le 21 septembre 1861 par la Compagnie des chemins de fer de Paris à Lyon et à la Méditerranée (PLM), lorsqu'elle ouvre à l'exploitation la première section de Montceau-les-Mines à Chagny, de sa « ligne de Chagny à Moulins ». En 1865, c'est cette gare qui est la plus importante du département en nombre de tonnes de marchandises expédiées en petite vitesse. Elle devient une station de passage le 16 septembre 1867, lors de l'ouverture à l'exploitation de la deuxième section, de  Montceau-les-Mines à Digoin.
Au mois d'août 1888, le Conseil général émet un vœu pour l'agrandissement des installations voyageurs de la gare qui est saturée. En réponse la Compagnie produit un projet d'agrandissement qui semble totalement insuffisant au membres du Conseil général qui renouvelle son vœu en 1889 en précisant des modifications au projet de la Compagnie. En 1890, le Conseil général demande que les travaux d'agrandissement soient réalisés le plus rapidement possible. En 1891, sont réalisés des améliorations et un agrandissement du bâtiment voyageurs. En 1893, des travaux sont en cours pour l'agrandissement de la remise des machines et des installations du service des marchandises et on installe, pour les machines, un pont tournant de 14 mètres. En 1894, le réservoir est déplacé et agrandi.
Le 6 décembre 1900, ouverture à l'exploitation de la ligne de Saint-Bonnet-Beaubery à Montceau-les-Mines, dite aussi Tacot-de-Beaubery, de la Compagnie des chemins de fer d'intérêt local de Saône-et-Loire. La gare terminus et le buttoir de fin de ligne sont situés sur la cour de la gare PLM,, (voir CPA ci-dessous).

La gare vers 1900
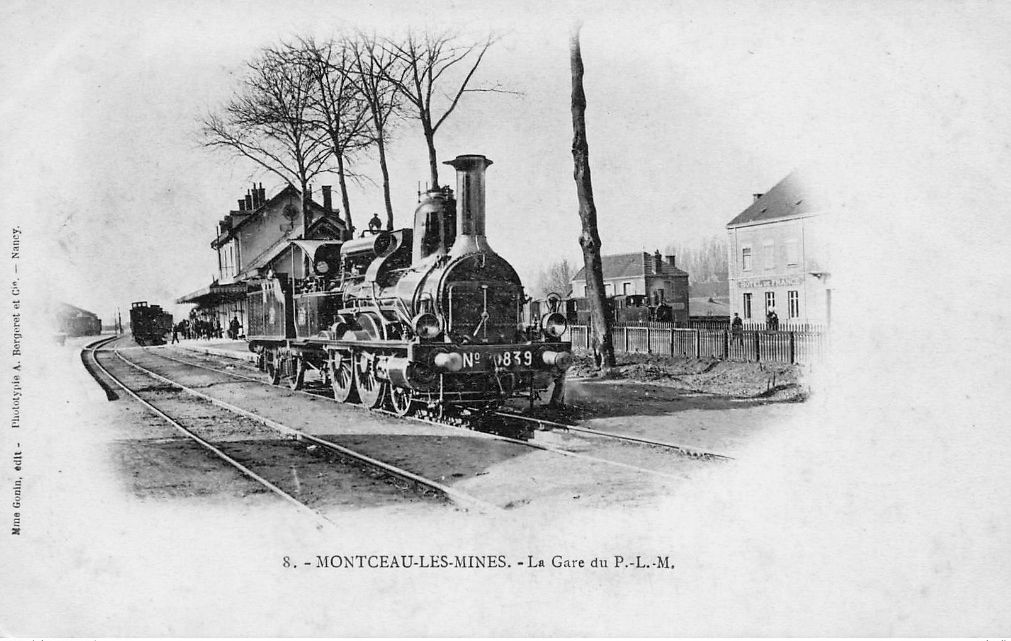
Gare PLM.
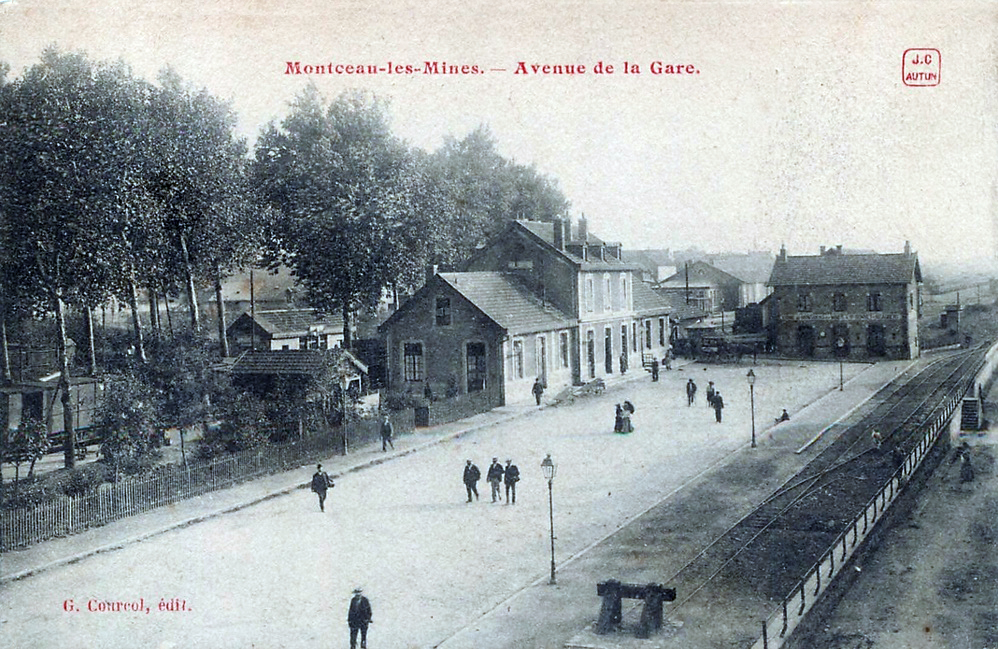
Gares PLM et tacot.
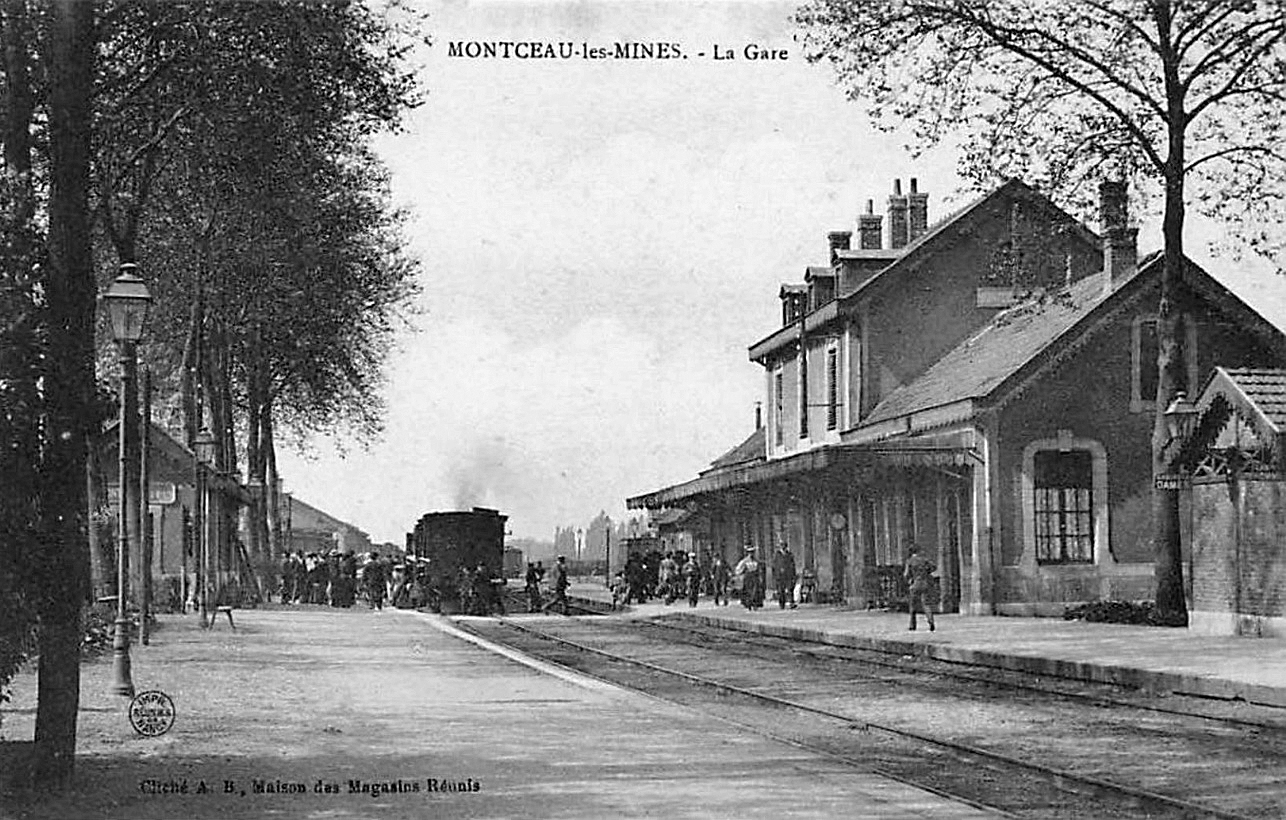
Gare PLM.

En 1911, la gare figure dans la Nomenclature des gares stations et haltes du PLM. C'est une gare de la 2e section de la ligne PLM de Roanne à Montchanin, située entre la gare de Ciry-le-Noble et la gare de Blanzy. C'est une gare accessible à la réception de dépêches privées, elle est ouverte au service complet de la grande et la petite vitesse ; et « ouverte au service complet de la petite vitesse, à l'exclusion des Chevaux chargés... ».
Sur les images ci-dessous le bâtiment voyageurs a été agrandi par l'allongement des ailes.

La gare avec les ailes allongées
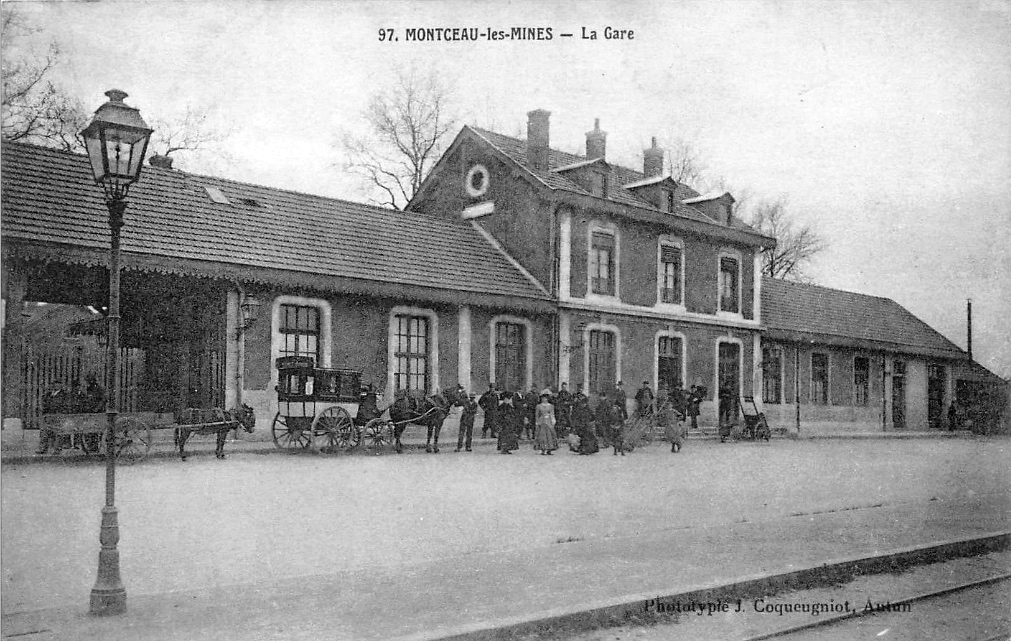
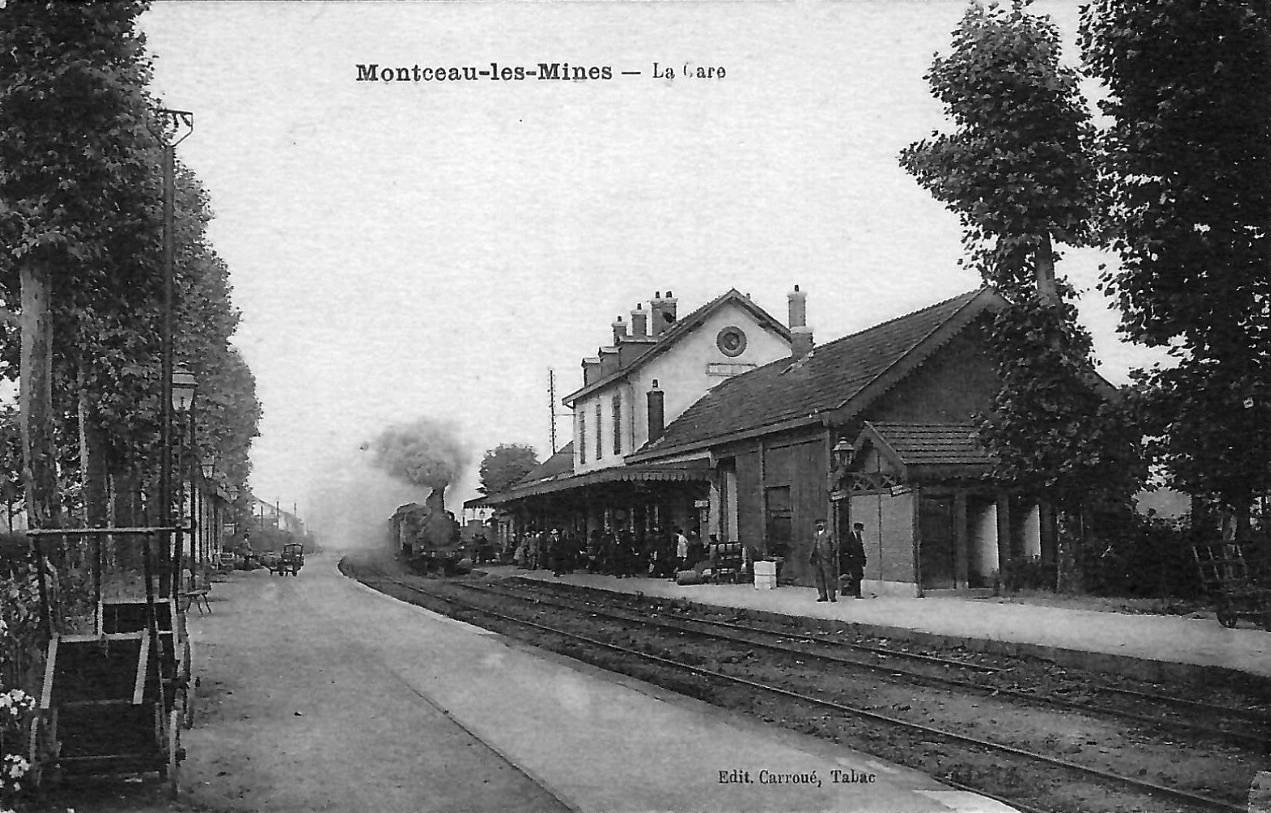

Après la création de la Société nationale des chemins de fer français (SNCF) la ligne prend le nom de ligne du Coteau à Montchanin, n°769000.

## Service des voyageurs

### Accueil
Gare SNCF, elle dispose d'un bâtiment voyageurs avec un guichet ouvert tous les jours. Elle est équipée : d'une salle d'attente, d'un automate pour l'achat de titres de transport TER, de toilettes gratuites (accessibles aux personnes à la mobilité réduite), d'un distributeur de boissons et friandises, d'une cabine photographique et d'une boite à lettre. Pour l'accessibilité aux trains, un service gratuit accès TER est possible en réservant par téléphone 48h avant le départ.

### Dessertes
Montceau-les-Mines est desservie par des trains du réseau TER Bourgogne-Franche-Comté qui effectuent les relations :  - Paray-le-Monial et Montchanin (ou Dijon-Ville) - Moulins-sur-Allier,.

### Intermodalité
La gare de Montceau est desservie par des bus des Transports en commun du Creusot-Montceau (Mon Rézo) et des cars du Réseau interurbain de la Bourgogne-Franche-Comté (Mobigo. Un parking gratuit pour les véhicules est situé sur la place de la gare.

## Patrimoine ferroviaire
Le bâtiment voyageur PLM d'origine (1861) est toujours en service.